# Pituaçu
Pituaçu é um bairro situado na região leste do município de Salvador, no estado da Bahia, no Brasil.
Abriga o Parque Metropolitano de Pituaçu (o maior da cidade), um campus da Universidade Católica do Salvador e o Estádio Governador Roberto Santos. Faz limite com os bairros de Patamares, Boca do Rio, Imbuí e Centro Administrativo da Bahia (CAB); este último é separado de Pituaçu pela Avenida Paralela. O bairro ainda possui uma praia homônima e a Praia do Corsário, além do rio homônimo represado dentro do Parque.
Conta também com uma estação do metrô.

## Topônimo
"Pituaçu" é um termo proveniente da língua tupi, significando "pitu grande", através da junção de pi'tu (casca escura) e wa'su (grande).

## Demografia
O bairro de Pituaçu foi listado como um dos mais violentos de Salvador, segundo dados do Instituto Brasileiro de Geografia e Estatística (IBGE) e da Secretaria de Segurança Pública (SSP) divulgados no mapa da violência de bairro em bairro pelo jornal Correio em 2012. Ficou entre os mais violentos em consequência da taxa de homicídios para cada 100 mil habitantes por ano (com referência da ONU) ter sido "mais que 90", o pior nível.